# 倉田信雄
倉田 信雄（くらた のぶお、1955年3月5日 - ）は、神奈川県横浜市出身のピアノ奏者・スタジオミュージシャン（キーボーディスト）・音楽プロデューサー。
1977年にスタジオ・ミュージシャン、作曲・編曲家として活動を開始。J-POPアーティストの音楽制作に関わり、コンサートツアー・サポート・ミュージシャン、音楽監督を務めている。
代表作に『富良野塾オリジナルステージサウンド集』がある。

## 来歴
幼稚園の頃からオルガンを始め、途中ピアノに転向し、20歳頃までレッスンを受けていた。ネム音楽院（現：ヤマハ音楽院）在学中、22歳の時にスタジオ&セッションワークおよび作曲・編曲活動を開始した。カシオペアの向谷実とはネム音楽院当時の同級生。
これまでに、ちあきなおみ、中島みゆき、濱田金吾、谷山浩子、崎谷健次郎、美空ひばり、森山良子、さだまさし、椎名林檎、今井美樹、MISIA、吉田美奈子などの楽曲レコーディング、アレンジ、プロデュース、コンサートツアーサポートミュージシャン、音楽監督を行っている。
1994年以降、倉本聰作・演出による「ニングル」等の舞台・ラジオ用音楽を担当しており、富良野塾および富良野GROUP公演の音楽監督を務めている。
服部克久のライフワークである『音楽畑』シリーズにも参加している。
2003年、森山直太朗『さくら（独唱）』のプロモーションビデオで後姿を見せ、話題となる。
さだまさし、吉田美奈子、今井美樹、森友嵐士との関わりを中心に、幅広く活動している。

## ディスコグラフィー

### CD
- 富良野塾オリジナルステージサウンド集（倉本聰×倉田信雄×森山良子「地球、光りなさい！」「屋根」「走る」「ニングル」富良野塾の感動の舞台がここに蘇る!）
- SPB・『Straight Emotion』、『Straight GIG』

## CD制作参加作品
編曲を含む。
- RKS『彼方まで』
- 安部恭弘『天国は待ってくれる』
- 伊東ゆかり『愛はいりませんか』
- 稲垣潤一他『OFF SEASON BEST CD 〜Sunset Hills Hotel〜』
- 今井美樹『One Night at the Chapel -Special Collection-』『I Love a Piano』
- イルカ『こころね』
- 岩崎宏美『いのちの理由』『人生の贈り物〜他に望むものはない〜』『虹〜Singer〜』『片恋』
- 衛藤利恵『Be There』
- 大西結花『大西結花ベスト Memory』『Le reve』『BEST OF BEST』
- オユンナ『生命あるものはみな-Human Being-』『星空はメリーゴーランド』
- 柏原芳恵『最愛』
- 加藤登紀子『加藤登紀子の世界』
- サウスウイング『サンセットヒルズホテルオフシーズン』
- 崎谷健次郎
  - アルバム『ただ一度だけの永遠』『SAKIYA REMIXED WORKS vol.1 夏』『HOLIDAYS』
  - シングル『瓶の中の少年 NO STRINGS VERSION』『Because Of Love』『泣かなくてもいい』
- さだまさし
  - アルバム－『風待通りの人々』『逢ひみての』『夢唄』『心の時代』『季節の栖』『日本架空説』『夢百合草』『夢のつづき』『すろうらいふすとーりー』『恋文』『とこしへ』『美しき日本の面影』『Mist』『美しい朝』
  - シングル－『CD Cafe de Masashihiver（イヴェール）』『精霊流しスペシャル・マキシ・シングル』『いつも君の味方』『勇気凛々 〜故加藤シヅエ先生に捧ぐ〜』『君が選んだ人』『ペンギン皆兄弟』『がんばらんば』
  - ライブ盤－『燦然會』『月虹第1夜』『月虹第2夜』『月虹第4夜』『月虹第6夜』『月虹第7夜』『月虹第8夜』『LIVE CD BOX 3333 in 日本武道館』
- 椎名林檎『シドと白昼夢』
- 少年隊『MOON』
- 谷山浩子
  - アルバム『水玉時間』『しっぽのきもち』『COUNTRY GIRL』『歪んだ王国』『天空歌集』『銀の記憶』『*collections.a.BEST SELECTION』『スーパーベスト』『夜のブランコ』
- ちあきなおみ『THREE HUNDREDS CLUB』『待夢』『港が見える丘』(『星影の小径』に改題)『伝わりますか』『夜霧よ今夜も有難う/ちあきなおみ 石原裕次郎を唄う』『喝采〜紅とんぼ・吉田 旺 参分劇（さんぷんどらま）』『すたんだーど・なんばー』『百花繚乱』
- 中島みゆき『つめたい別れ』
- 寺尾聰『Standard』『2000 BEST 寺尾聰・ベスト』
- 長渕剛『Come on Stand up!』
- 西村由紀江『リュミエール〜地図のない季節〜』
- 服部克久『音楽畑6 Le Monde』
- 古内東子『Hourglass』
- 堀井勝美プロジェクト『HOT IS COOL』『OCEAN DRIVE』『FRONT AND REAR』
- MISIA『KISS IN THE SKY』
- 森山良子『花束を私のために』『タイム・イズ・ロンリー』『夕陽の中に』『あなたが好きで』
- 薬師丸ひろ子『Sincerely Yours』
- 吉田美奈子『Stable』『REVELATION』『Spangles』
- 『たかたかし作詞家生活35周年記念アルバム 百花繚乱〜歌、この流れゆくもの〜』
- 『この世の果て サントラCD』
- 『すぎやまこういち「ドラゴンクエストVI」幻の大地 オン・ピアノ』
- 『すぎやまこういち「ドラゴンクエストV」天空の花嫁オン・ピアノ』
- 『伝えたい!!21世紀へのメッセージ〜究極のスーパーコンピレーションアルバム〜男性・女性混合編』
- 『伝えたい!!21世紀へのメッセージ〜究極のスーパーコンピレーションアルバム〜女性歌手編』
- 『NHK「おかあさんといっしょ」40周年記念〜シアワセ/あしたははれる 坂田おさむオリジナルBEST』
- Toshi『INOCHI…』

## DVD制作参加作品
- 今井美樹『One Night at the Chapel』『MIKI IMAI LIVE AT BLUE NOTE TOKYO』『MIKI IMAI with NOBUO KURATA Live at Billboard LIVE TOKYO』
- さだまさし『燦然會』『月虹第1夜』『月虹第2夜』『月虹第4夜』『月虹第6夜』『月虹第7夜』『月虹第8夜』『風の交響楽』『3333回記念コンサートin日本武道館』『オールリクエストさだまさし（第22回まさしんぐWORLDコンサート2007）』
- 吉田美奈子『Stablenotes 〜 Vision 2』『within 〜 Vision 3』

## 音楽監督作品
- LADY DAY（1989年10月27日〜11月15日、1990年5月17日〜26日（再演）、シアターVアカサカ、出演/ちあきなおみ・倉田信雄、訳・演出/栗山民也、訳詞/吉田旺）
- エンドレス・ラヴ（1998年6月19日〜28日、シアターコクーン、出演/大竹しのぶ・渡辺えり子、構成・演出/謝珠栄）
- 「小児がん征圧キャンペーン」生きる2004「森山良子 with FRIENDS」（2004年11月7日、オーチャードホール）
- 富良野塾および富良野GROUP公演（「ニングル」「走る」「屋根」「地球、光りなさい！」「谷は眠っていた」「歸國」「マロース」「ノクターン」）

## 出演した主な放映番組
- 夢・音楽館（&吉田美奈子、Lyrico）
- MUSIC FAIR21（&さだまさし）
- めざましテレビ（&森山直太朗）
- 音楽の神様 #12 倉田信雄氏 ch300日テレプラス&サイエンス（現・日テレプラス）
- NHK紅白歌合戦（さだまさし、森山直太朗）
- たけしの誰でもピカソ（さだまさし）
- 新春いきなり生放送!!「年の初めはさだまさし」およびその続編

## さだまさしとの関わり
1980年代からアルバム制作に参加、1996年以降、コンサートツアーに帯同。
コンサートツアーでは多くの場合、音楽監督として編曲も担当。
さだとは仲が良く、さだのトークに対してピアノで突っ込みを入れることも多々ある。
さだのバックバンド「さだ工務店」リーダー。

## 関連人物
- 河合代介
- 紺野紗衣